# NGC 5970
NGC 5970 ist eine aktive Balken-Spiralgalaxie vom Hubble-Typ SBc mit ausgedehnten Sternentstehungsgebieten im Sternbild Schlange nördlich des Himmelsäquators. Sie ist schätzungsweise 90 Millionen Lichtjahre von der Milchstraße entfernt und hat einen Durchmesser von etwa 80.000 Lichtjahren. Vermutlich bildet sie gemeinsam mit IC 1131 ein gravitativ gebundenes Galaxienpaar. Sie ist das hellste Mitglied der NGC 5970-Gruppe (LGG 401).
Im selben Himmelsareal befinden sich u. a. die Galaxien NGC 5956 und NGC 5957.
Das Objekt wurde am 15. März 1784 von dem  deutsch-britischen Astronomen William Herschel mithilfe seines 18,7-Zoll-Spiegelteleskops entdeckt und später von Johan Dreyer in seinen New General Catalogue aufgenommen.

## NGC 5970-Gruppe (LGG 401)
| Galaxie   | Alternativname | Entfernung / Mio. Lj |
| --------- | -------------- | -------------------- |
| NGC 5956  | PGC 55501      | 87                   |
| NGC 5957  | PGC 55520      | 84                   |
| NGC 5970  | PGC 55665      | 90                   |
| PGC 55660 | UGC 9941       | 86                   |